# 鄭環
鄭環（1422年—1482年），字瑶夫，号栗菴，浙江仁和县人。明朝政治人物、探花。

## 生平
景泰四年（1453年）癸酉科浙江鄉試中舉。天順四年，會試第四名，殿試第三名（探花），授翰林院編修，參與編撰《明英宗實錄》。成化三年，修書完成后升任翰林院修撰，參與編寫《续资治通鉴纲目》，转为司经局洗马。成化十三年，出任順天府鄉試主考官。次年，升任南京太常寺少卿。三年后，回京述職時在途中病故。